# Голд, Мири
Мири Голд — первый неортодоксальный раввин в Израиле, зарплату которой выплачивает государство. Она родилась в Детройте, но в 1977 году иммигрировала в кибуц Гезер вместе с другими североамериканцами. Когда основатель общины кибуца (Кехилат Биркат Шалом) ушёл, Голд начала вести богослужения в праздники и готовить детей к бат-мицвам и бар-мицвам. В 1994 году Голд поступила в реформистский Еврейский объединённый колледж — Еврейский институт религии, а в 1999 году была рукоположена в сан. В то время ей платила община, поскольку израильское правительство не признавало неортодоксальных раввинов. В 2005 году Голд обратилась в Верховный суд Израиля с просьбой изменить это решение, и в 2012 году генеральный прокурор Израиля удовлетворил её просьбу.